# 多山
多山（穆麟德轉寫：Došan，？年—1833年），博史克氏，字饒峰。蒙古正藍旗人，清朝政治人物。

## 經歷
乾隆五十七年（1792年）壬子順天乡试举人；
乾隆六十年（1795年）乙卯恩科第三甲第十六名同進士出身。  
嘉慶二年（1797年），補授內閣中書。
五年（1800年），充順天鄉試同考官。
六年（1800年），多山未抺出考生張環策對的錯誤，照例罰俸一年。正考官吏部尚書劉權之等罰俸六個月。
十一年（1806年），升授右春坊右贊善，改左春坊左贊善。
十二年（1807年），兼充日講起居注官。
十五年（1810年），遷右中允，同年調授國子監司業，升國子監祭酒。
十六年（1811年）十月，奏報國子監設置琉球學一所，琉球官生學舍已於春季修理完竣，擬定於十月十六日令琉球官生入監讀書。十一月，奏請欽點大臣考試監生。
十七年（1812年），兼授公中佐領。
十九年（1814年）九月二十六日，擢光祿寺卿。十二月十三日（1815年1月22日），調太常寺卿。奉命稽查右翼覺羅宗學。
二十年（1815年）二月初九日，遷通政使司通政使。九月二十一日，改都察院左副都御史。
二十一年（1816年）三月二十八日，遷禮部右侍郎。三月初四日，奉旨與常英、景祿、齊布森充任分獻大臣，祭歷代帝王廟兩廡。初七日，嘉慶帝於先農壇行耕耤禮，多山奉派與禮親王麟趾、睿親王端恩、鄭親王烏爾恭阿、九卿阿佛柱、果齊斯歡、寶興、禧恩、彭希濂、戴聯奎、張鵬展、恩寧從耕。六月二十五日，改禮部左侍郎，充經筵講官，兼授鑲黃旗蒙古副都統。
二十二年（1817年）三月初六日，充會試知貢舉、武會試監射大臣。後署玉牒館副總裁、署吏部右侍郎，署鑲黃旗滿洲副都統。同年調正紅旗滿洲副都統。
二十三年（1818年）五月初七日，改授盛京工部侍郎。九月初二日，降一級調任。之後授侍衛處一頭等侍衛，派充哈密辦事大臣。
二十四年（1819年），降級調用，以六部主事用，籤分吏部。
二十五年（1820年），授二等侍衛，派充巴里坤領隊大臣。
道光四年（1825年）七月，奏報親身前往督操邊防、所有訓練官兵及演圍察邊一切事項。請照外任旗人官員有二個以上兒子者准留一子隨父上任之例，將第三子玉英留在多山任所幫辦家務。獲准。
五年（1825年），召回京。七月初三日，復授左副都御史。十二月初二日（1826年1月9日），改盛京刑部侍郎。
七年（1827年）八月十九日，調盛京工部侍郎。九月十一日，因事降四級調用。
八年（1828年），授候選四品京官。二月十三日，復授左副都御史。九月十二日，改盛京戶部侍郎。
十一年（1831年）正月二十二日，休致。
道光十三年（1833年）卒。

## 家庭及關聯
- 子玉銘。其女博什克氏，嫁正藍旗蒙古、道光十五年乙未科（1835年）繙譯進士齊里特氏文廉。
- 子玉英。
- 女博史克氏，继配嫁正藍旗蒙古、道光六年進士巴魯特氏柏葰。